# گمینا اودژووو
گمینا اودژووو (به لهستانی:  Gmina Odrzywół) یک گمینا در لهستان است که در شهرستان پژسوخا واقع شده‌است. گمینا اودژووو ۹۴٫۸۳ کیلومتر مربع مساحت و ۴٬۱۸۵ نفر جمعیت دارد.